# Patrick Mayer (Fußballspieler, 1986)
Patrick Daniel Mayer (* 11. August 1986 in Salzburg) ist ein österreichischer Fußballspieler. Aktuell ist er beim SV Austria Salzburg in der Regionalliga West engagiert. Sein Bruder Nicholas Mayer spielt derzeit ebenfalls für den SV Austria Salzburg.

## Leben und Karriere
Patrick Mayer begann bei SV Austria Salzburg mit dem Fußball und spielte in der Jugend auch im BNZ Salzburg. Im Januar 2002 wechselte er zum FK Austria Wien um die Frank-Stronach-Akademie in Hollabrunn zu besuchen. Sein aufenthalt in Wien hielt aber nicht lange an, da er im Sommer 2002 den Sprung ins Ausland wagte, um für Vitesse Arnheim zu spielen. Nach drei Jahren in den Niederlanden kam er 2005 zurück nach Österreich zum SCR Altach in die Erste Liga. Ein Jahr später schaffte er mit den Vorarlbergern den Aufstieg in die Bundesliga. Nach dem Ende seines Vertrages und dem Abstieg aus der Bundesliga nach der Saison 2008/09 wechselte Mayer zum Zweitligaabsteiger SV Grödig in die Regionalliga West. Bei den Grödigern konnte er sich auf Anhieb durchsetzen und trug mit seinen 20 Toren zum sofortigen Wiederaufstieg in die Erste Liga mehr als nur bei. In der darauf folgenden Saison musste er sich meistens mit der Bank oder sogar mit der Tribüne zufriedengeben und wechselte im Januar 2011 zum Lokalrivalen USK Anif. Im Sommer 2011 wechselte er zum Ligakonkurrent SV Austria Salzburg. Nach einem halben Jahr kehrte er im Januar 2012 zum USK Anif zurück. Im Sommer 2012 wechselte er zum Ligakonkurrenten TSV Neumarkt.